# Erythrococca molleri
Erythrococca molleri är en törelväxtart som först beskrevs av Ferdinand Albin Pax, och fick sitt nu gällande namn av David Prain. Erythrococca molleri ingår i släktet Erythrococca och familjen törelväxter. IUCN kategoriserar arten globalt som nära hotad.
Artens utbredningsområde är São Tomé. Inga underarter finns listade i Catalogue of Life.